# اسفنج دریایی آپتوس
اسفنج دریایی آپتوس (نام علمی: Aaptos aaptos) نام یک گونه از رده اسفنج‌های شاخی است.